# Timothy Besley

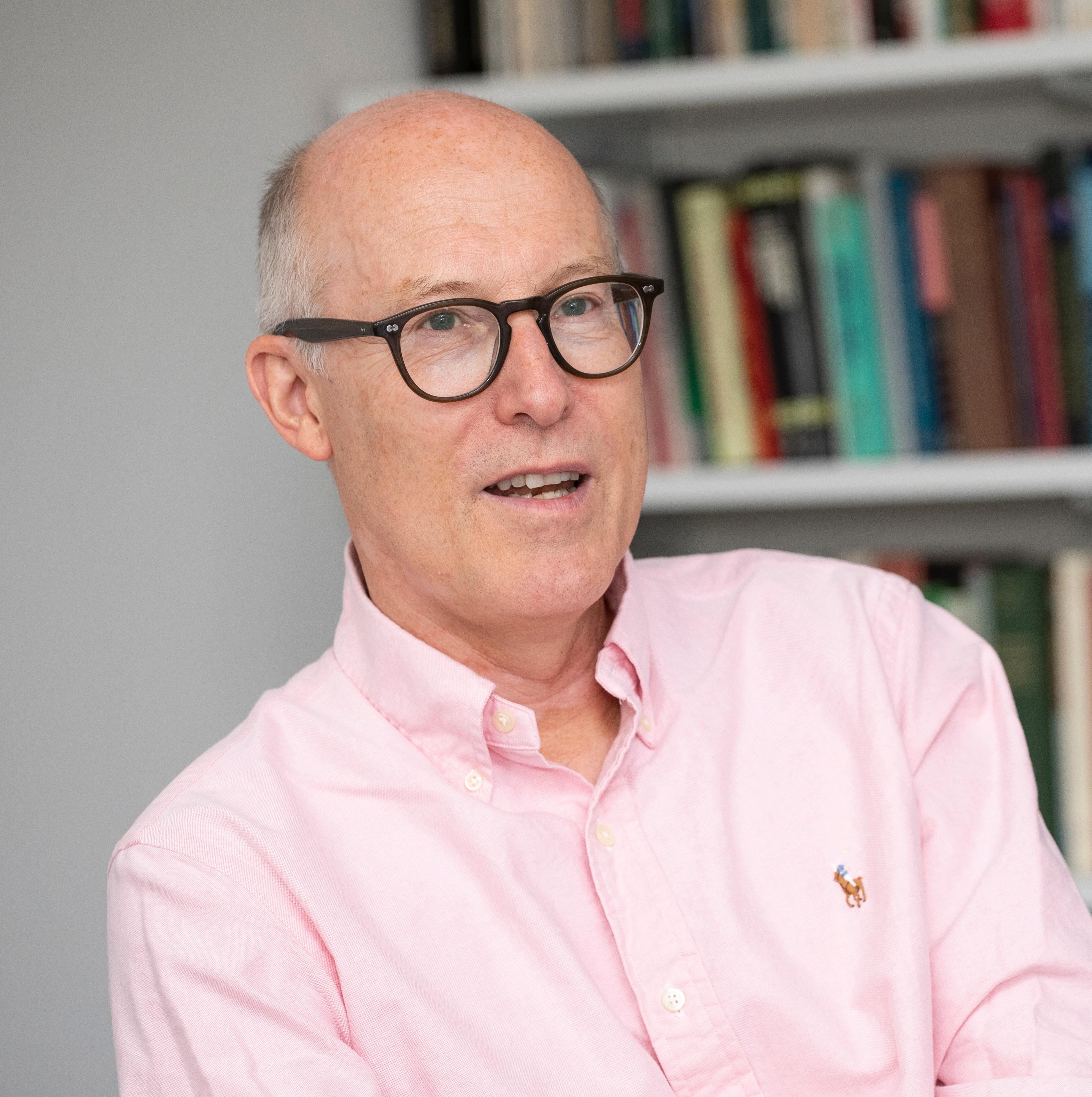
Timothy Besley, 2022

Sir Timothy John Besley, CBE, FBA (* 14. September 1960), ist ein britischer Wirtschaftswissenschaftler.

## Werdegang, Forschung und Lehre
Besley studierte an der University of Oxford, an der er 1983 als Bachelor of Arts in Philosophie, Politik und Wirtschaft sowie 1985 als Master of Philosophy graduierte. Abschließend errang er 1987 an der Hochschule den akademischen Grad eines D.Phil in Wirtschaftswissenschaft. Zwischen 1989 und 1995 war Besley als Assistant Professor für Wirtschaftswissenschaften und internationale Beziehungen an der Woodrow Wilson School of Public and International Affairs der Princeton University tätig, anschließend folgte er einem Ruf der London School of Economics and Political Science als ordentlicher Professor. Ab 2007 war er Inhaber des Kuwait-Lehrstuhls an der Hochschule, seit 2011 ist er Inhaber des W.-Arthur-Lewis-Lehrstuhls.
Die Forschungsschwerpunkte Besleys liegen in den Bereichen der Entwicklungsökonomie, öffentlichen Wirtschaft und politischen Ökonomie. In diesen Gebieten ist er zudem als Berater tätig, dabei war er unter anderem für den Internationalen Währungsfonds, die Weltbank oder das britische Finanzministerium HM Treasury tätig.
Besley ist Fellow der British Academy, der Europäischen Ökonomischen Vereinigung sowie der Econometric Society, der er 2018 als Präsident vorsaß. 2011 wurde er in die American Academy of Arts and Sciences gewählt. Zudem ist er ausländisches Ehrenmitglied der American Economic Association. Zwischen 2014 und 2017 war er Präsident der International Economic Association. 2006 verlieh ihm die Universität Zürich die Ehrendoktorwürde. 2010 wurde er als Commander des Order of the British Empire ausgezeichnet und 2018 als Knight Bachelor geadelt. 2022 wurde er zum Mitglied der Academia Europaea gewählt.
Für seine Arbeiten hat Besley diverse Preise erhalten, darunter 1999 gemeinsam mit Harvey S. Rosen den Richard-Musgrave-Preis, 2005 den Yrjö-Jahnsson-Preis und 2010 den John-von-Neumann-Preis der Budapester Rajk-Hochschule. Für 2022 wurde er mit dem BBVA Foundation Frontiers of Knowledge Award ausgezeichnet.